# Toninia
Toninia is een geslacht van korstmossen behorend tot de familie Ramalinaceae. De typesoort is Toninia squalida.

## Soorten
Volgens Index Fungorum bevat het geslacht 26 soorten (peildatum januari 2023):
| Soortnaam             | Auteur(s)                                            | Publicatiejaar |
| --------------------- | ---------------------------------------------------- | -------------- |
| Toninia afferens      | (Nyl.) Kotlov                                        | 2004           |
| Toninia alutacea      | (Anzi) Jatta                                         | 1911           |
| Toninia australiensis | (Müll. Arg.) Zahlbr.                                 | 1926           |
| Toninia cinereovirens | (Schaer.) A. Massal.                                 | 1852           |
| Toninia coquimbensis  | (Zahlbr.) Kotlov                                     | 2004           |
| Toninia diffracta     | (A. Massal.) Zahlbr.                                 | 1901           |
| Toninia efferens      | (Nyl.) Kotlov                                        | 2004           |
| Toninia leucina       | (Müll. Arg.) Zahlbr.                                 | 1926           |
| Toninia nashii        | Timdal                                               | 2002           |
| Toninia plumbina      | (Anzi) Hafellner & Timdal                            | 1991           |
| Toninia poeltiana     | S.Y. Kondr., Lőkös & Hur                             | 2016           |
| Toninia populorum     | (A. Massal.) Kistenich, Timdal, Bendiksby & S. Ekman | 2018           |
| Toninia scorigena     | (Müll. Arg.) Lumbsch & Messuti                       | 1999           |
| Toninia squalescens   | (Nyl.) Th. Fr.                                       | 1874           |
| Toninia squalida      | (Ach.) A. Massal.                                    | 1852           |
| Toninia subdispersa   | (Nyl.) K. Knudsen                                    | 2007           |
| Toninia subfuscae     | (Arnold ex Zwackh) Timdal                            | 1991           |
| Toninia submesoidea   | van den Boom                                         | 2017           |
| Toninia subnitida     | (Hellb.) Hafellner & Türk                            | 2001           |
| Toninia subtalparum   | van den Boom                                         | 2004           |
| Toninia tecta         | C.A. Morse & Ladd                                    | 2018           |
| Toninia thiopsora     | (Nyl.) H. Olivier                                    | 1911           |
| Toninia tristis       | (Th. Fr.) Th. Fr.                                    | 1874           |
| Toninia ualae         | Etayo                                                | 2008           |
| Toninia verrucariae   | (Nyl.) Timdal                                        | 1992           |
| Toninia wetmorei      | Timdal                                               | 2002           |